# Trigonopleura
Trigonopleura es un género perteneciente a la familia Euphorbiaceae, anteriormente incluida como subfamilia Peroideae, en las euforbiáceas con tres especies de árboles. Es originario de Malasia.

## Taxonomía
El género fue descrito por Johannes Müller Argoviensis y publicado en The Flora of British India 5: 399. 1887. La especie tipo es: Trigonopleura malayana

## Especies aceptadas
A continuación se brinda un listado de las especies del género Trigonopleura aceptadas hasta octubre de 2012, ordenadas alfabéticamente. Para cada una se indica el nombre binomial seguido del autor, abreviado según las convenciones y usos.
- Trigonopleura dubia (Elmer) Merr., Philipp. J. Sci., C 11: 77 (1916).
- Trigonopleura macrocarpa Airy Shaw, Kew Bull. 36: 610 (1981).
- Trigonopleura malayana Hook.f., Fl. Brit. India 5: 399 (1887).